# International Journal of Toxicology
International Journal of Toxicology (IJT) è una rivista accademica, pubblicata dalla SAGE in associazione con l'American College of Toxicology, che si occupa di tossicologia.
I temi trattati spaziano dalla valutazione del rischio e della sicurezza ai nuovi approcci alle prove tossicologiche, ai meccanismi di tossicità e ai biomarcatori. Sono inoltre presenti dei supplementi tra cui alcuni dedicati alla cosmetica.
Nella propria home page riporta un impact factor pari a 1.29.